# 阮氏恒
阮氏恒（越南语：／，1441年—1505年4月25日（端慶元年三月二十二）），一作阮氏晅，尊称徽嘉皇太后（越南语：／），又稱長樂皇太后（越南语：／），越南後黎朝皇太后、太皇太后。黎聖宗妻、黎憲宗之母。
阮氏恒是清化宋山嘉苗外庄人，父親是貞國公阮德忠，1460年入宮時初為充儀，成為黎聖宗的妃子。1461年，生下長子黎鏳，次年黎鏳又被冊封為皇太子。到1470年，阮氏恒受到黎聖宗寵幸，封她為貴妃。
1496年黎聖宗得風腫疾，失寵的阮氏恒獲許可為聖宗侍病，但阮氏恒竟用毒塗手，摸聖宗發瘡處，於是聖宗病情加劇。次年正月，聖宗逝世，太子黎鏳即位，是為黎憲宗。
黎憲宗即位時後，尊母親阮氏恒為長樂聖慈皇太后（越南语：／）。後來憲宗去世，孫子黎㵮即位，是為黎肅宗，再尊祖母為太皇太后。
黎肅宗於1504年去世，威穆帝黎濬繼位，由於阮氏恒不願擁立他，所以黎濬對她很差，即位後不久就殺害她，諡號徽嘉靜穆溫恭柔順太皇太后（越南语：／）。